# Рясочка
Рясочка, вольфія (Wolffia) — рід квіткових рослин родини кліщинцевих (Araceae). До них належать найменші квіткові рослини на Землі. Це водні рослини, що плавають на поверхні водойми, утворюючи суцільні килими.

## Поширення
Рід поширений на всіх континентах, крім Антарктиди. В Україні відомий один рідкісний вид — рясочка безкоренева (Wolffia arrhiza), що трапляється на водоймах Лісостепу.

## Опис
Це вільноплаваючі водні рослини з листям, які мають майже сферичну або циліндричну форму та позбавлені повітряних просторів або жилок. Вони не мають коренів. Їхні рідкісні квіти виростають із порожнини на верхній поверхні листя, і кожна квітка має одну тичинку та одну маточку.
Хоча рослини можуть розмножуватися насінням, вони зазвичай використовують вегетативне розмноження. Материнський листок має кінцеву конічну порожнину, з якої виростають дочірні листки.

## Види
Станом на  2020, згідно з Plants of the World Online існує 11 видів:
- Wolffia angusta Landolt
- Wolffia arrhiza (L.) Horkel ex Wimm.
- Wolffia australiana (Benth.) Hartog & Plas
- Wolffia borealis (Engelm.) Landolt
- Wolffia brasiliensis Wedd.
- Wolffia columbiana H.Karst.
- Wolffia cylindracea Hegelm.
- Wolffia elongata Landolt
- Wolffia globosa (Roxb.) Hartog & Plas
- Wolffia microscopica (Griff.) Kurz
- Wolffia neglecta Landolt